# 于钦彦
于钦彦（1956年9月—），男，山东昌邑人，中华人民共和国政治人物，曾任山东省文学艺术界联合会党组书记、副主席，中国书法家协会理事。